# Gilberton (Pennsylvanie)
Pour les articles homonymes, voir Gilberton (homonymie).
Gilberton est un borough situé au nord de la partie centrale du comté de Schuylkill, en Pennsylvanie, aux États-Unis,. En 2010, il comptait une population de 769 habitants. Il est incorporé le 1er mars 1873.

## Démographie
Lors du recensement de 2010, le borough comptait une population de 769 habitants. Elle est estimée, en 2019, à 739 habitants.

### Source de la traduction
- (en) Cet article est partiellement ou en totalité issu de l’article de Wikipédia en anglais intitulé « Gilberton, Pennsylvania » (voir la liste des auteurs).